# 왕립천문학회
왕립천문학회(王立天文學會, Royal Astronomical Society, RAS)는 천문학, 태양계 과학, 지구물리학 및 밀접한 관련 과학 분야의 연구를 장려하고 촉진하는 영국의 학회 및 자선 단체이다. 본사는 런던의 피카딜리에 있는 벌링턴 하우스에 있다. 4,000 명 이상의 회원을 보유하고 있는데, 이들은 펠로우(Fellows)라고 불리며, 대부분 전문 연구원 또는 대학원생이다. 펠로우의 4 분의 1은 영국 밖에 거주한다. 천문학 및 지구 물리학에 관심이 있지만 펠로우 자격이 없는 일반 대중은 RAS의 프렌드가 될 수 있다.
매월 런던에서 과학 회의를 개최하고 영국의 여러 지역에서 매년 전국 천문학 회의 (National Astronomy Meeting)를 개최한다. RAS는 전문잡지인 《천문학 및 지구물리학》와 함께 과학 학술지인 《왕립천문학회 월간 공지》와 《지구물리학 저널 인터내셔널》을 발행한다.
RAS에서는 대중 홍보 행사도 하여 영국 정부에 천문학 교육에 대한 자문을 제공하고 천문학 연구 도서관을 운영하고 있다. 학회에서는 매년 천문학 분야와 지구물리학 분야의 수상자를 발표하여 각 분야에서의 성과를 인정하는데, 최고상은 왕립천문학회 금메달이다. RAS는 국제천문연맹의 영국 내 조직이고 영국 과학위원회(Science Council)의 회원이다.
이 학회는 1820년에 천문학 연구를 지원하기 위해 런던 천문학회 (Astronomical Society of London)로 설립되었다. 당시 대부분의 회원은 전문가가 아닌 '신사 천문학자'였다. 1831년에 윌리엄 4세로부터 왕실 특허장(Royal Charter)을 받아 왕립천문학회 (Royal Astronomical Society)로 되었다. 1915년 보충 특허장(Supplemental Charter)에 의하여 회원 자격을 여성에게도 개방하였다.

## 간행물
RAS의 주요 활동 중 하나는 인용 저널의 발행이다. 두 개의 주요 연구 저널인, 《왕립천문학회 월간 공지》를 발간하고, 지구 물리학 분야의 《지구물리학 저널 인터내셔널》을 독일 지구물리학회와 공동으로 발간하고 있다. 또한 대중적인 형식으로 광범위한 과학적 관심사에 대한 리뷰 및 기타 기사를 게재하는 잡지인 《천문학 및 지구물리학》를 발행한다. RAS가 종전에 발행하였거나 현재 발행하고 있는 저널의 전체 목록을 NASA ADS 서지 코드로 사용되는 약어와 함께 기재하면 아래와 같다.
- Memoirs of the Royal Astronomical Society (MmRAS): 1822–1977[2]
- Monthly Notices of the Royal Astronomical Society (MNRAS): Since 1827
- Geophysical Supplement to Monthly Notices (MNRAS): 1922–1957
- Geophysical Journal (GeoJ): 1958–1988
- Geophysical Journal International (GeoJI): Since 1989 (volume numbering continues from GeoJ)
- Quarterly Journal of the Royal Astronomical Society (QJRAS): 1960–1996
- Astronomy & Geophysics (A&G): Since 1997 (volume numbering continues from QJRAS)

## 회원

### 펠로우
RAS의 정회원은 펠로우(Fellow)로 불리며, 이름 뒤에 FRAS를 사용할 수 있다. 펠로우 자격은 18 세 이상으로 학회의 회원 자격이 있는 누구에게나 열려 있다. 많은 전문 천문학자들이 존재하기 전에 학회가 창립된 결과로 공식적인 자격은 필요하지 않다. 그러나 전체 펠로우 중 약 4 분의 3은 전문 천문학자나 지구물리학자이다. 이 학회는 영국의 천문학자와 지구물리학자를 위한 전문 기관의 역할을 하며, 펠로우들은 학회를 통해 과학위원회의 공인과학자 자격을 신청할 수 있다. 펠로우 회원은 2003년에 3,000명이 넘었다.

### 프렌드
2009년에 천문학 및 지구 물리학에 관심이 있지만 해당 분야의 전문 자격이나 전문 지식이 없는 사람들을 대상으로 한 제안이 시작되었다. 이러한 사람들은 대중적인 강연, 방문 및 사교 행사를 제공하는 프렌드 오브 RAS에 가입 할 수 있다.

## 회의
학회에서는 광범위한 회의 프로그램을 주관한다 :
매년 개최되는 가장 큰 RAS 회의는 전문 천문학자의 주요 회의인 전국 천문학 회의(National Astronomy Meeting)이다. 매년 봄 또는 초여름에 일반적으로 영국의 대학 캠퍼스에서 4-5 일 동안 개최된다. 수백 명의 천문학자들이 매년 참석한다.
더 자주 열리는 작은 "일반"회의에서는 왕립천문학회 상을 수상한 천문학 및 지구 물리학의 연구 주제에 관한 강연을 비정기적으로 제공한다. 그들은 일반적으로 10월에서 5월까지 매달 두 번째 금요일 오후 런던의 벌링턴 하우스에서 개최된다. 이 회담은 광범위한 천문학자와 지구물리학자가 접근 할 수 있도록 고안되어, 학회 구성원이 아니어도 누구나 자유롭게 참석할 수 있다. 회의의 정식 보고서는 《더 오브저버토리》지에 게재된다.
전문가 회의는 각 정기 회의와 같은 일자에 개최된다. 이것은 특정 연구 분야의 전문 과학자를 대상으로 하며, 여러 명의 연사가 과학 분야에 대한 새로운 결과나 리뷰를 발표 할 수 있도록 한다. 일반적으로 하루의 평상시 회의 이전에 벌링턴 하우스 내의 서로 다른 장소에서 서로 다른 천문학 및 지구 물리학 중 하나의 주제에 대한 두 개의 토론회가 동시에 진행된다. 학회 구성원에게는 무료이나 비회원에게는 소액의 입장료를 부과한다.
RAS는 일반, 비전문가, 청중을 대상으로 한 공개 강연 프로그램을 보유하고 있다. 이들은 주로 화요일에 한 달에 한 번씩 열리고, 같은 내용으로 점심 시간에 한 번, 그리고 이른 저녁 시간에 한 번, 하루에 두 번 주어진다. 개최지는 다양하지만 대개 벌링턴 하우스 또는 런던 중심부의 다른 인근 지역에서 개최된다. 강의는 무료이나 일부 인기 있는 세션은 사전 예약이 필요하다.
학회는 다른 과학 단체 및 대학과 공동으로 영국의 다른 지역에서 회의를 비정기적으로 개최하거나 후원한다.

## 도서관

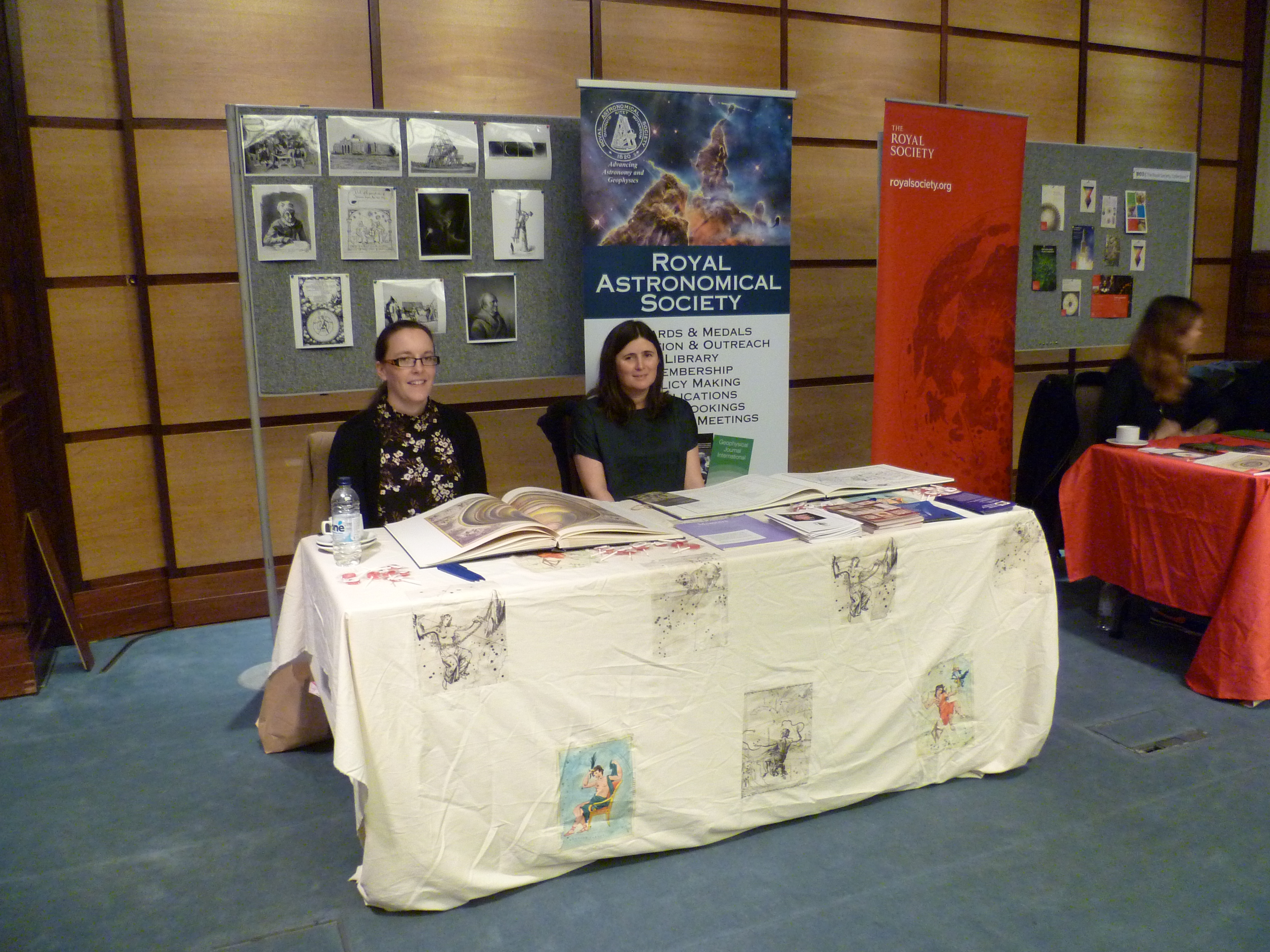
2016년 런던대학 역사의 날에서의 왕립천문학회.

천문학 및 지구 물리학 분야에서 왕립천문학회 도서관은 대부분의 기타 대학 및 연구 기관의 도서관보다 더 광범위한 도서 및 저널을 보유하고 있다. 이 도서관에서는 천문학과 지구 물리학에서 약 300 개의 현재 정기 간행물을 구독하고 대중적인 수준부터 학회 프로시딩에 이르기까지 10,000 권 이상의 책을 보유하고 있다. 천문학 분야의 희귀한 서적의 보유량의 면에서는 스코틀랜드의 에딘버러 왕립천문대에 이어 둘째이다. 왕립천문학회의 도서관은 학회뿐만 아니라 천문학자, 지구물리학자 및 역사가의 광범위한 커뮤니티를 위한 주요한 정보원이다.

## 교육
학회에서는 학생, 교사, 대중 및 미디어 연구원을 위한 홍보 페이지를 통해 일반 대중에게 천문학을 홍보하고 있다. RAS는 GCSE 및 A 레벨과 같은 영국 공개 시험과 관련하여 자문 역할을 한다.

## 관련 그룹
RAS는 주제별 그룹을 여러 개 후원하는데, 그 중 다수는 학제 분야로 다른 학문 사회 또는 전문 단체가 공동으로 후원하고 있다.
- 영국천체생물학회 ( NASA Astrobiology Institute 와 공동으로)
- 천체입자물리그룹 ( 물리학연구소(Institue of Physics)와 공동으로)
- 천체물리화학그룹 ( 왕립화학회와 공동으로 )
- 영국지구물리학회 ( 런던지질학회와 공동으로 )
- 자기권 이온권 및 태양지구 그룹(Magnetosphere Ionosphere and Solar-Terrestrial Group, 일반적으로 약어인 MIST로 알려짐)[6]
- 영국 행성계 포럼
- 영국 태양물리학 그룹

## 회장
왕립천문학회 회장을 지낸 첫 번째 인물은 윌리엄 허셜인데 회의를 주재 한 적은 없고, 그 이후로 많은 저명한 천문학자들이 그 자리를 지켰다. 회장직은 일반적으로 2년의 임기를 가졌지만 일부 소장은 건강이 좋지 않아 1년만에 사임했다. 프랜시스 베일리와 조지 에어리는 각각 4 차례 선출되었다. 베일리의 8년이 최장기이다(에어리는 7년을 역임). 1876년 이후에는 총 2년 이상 재직한 회장은 없다.
현 회장은 2018-20년 동안 선출 된 마이크 크루즈 (Mike Cruise )이다.

## 시상 및 상

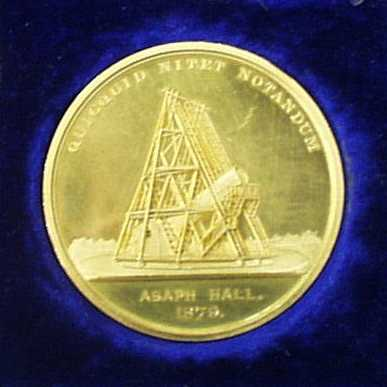
Asaph Hall에게 수여 된 왕립천문학회의 금메달

왕립 천문학회에서 최고상은 금메달로 특정한 업적으로도 수상 할 수 있지만 대개는 특별한 평생 업적에 대하여 수여된다. 일반인들에게 가장 잘 알려진 사람들 중에는 1926년 알베르트 아인슈타인과 1985년 스티븐 호킹이 있다.
다른 상은 에딩턴 메달, 허셜 메달, 채프만 메달, 프라이스 메달과 같은 천문학 또는 지구 물리학 연구의 특정 주제에 대한 상이다. 연구 외에도 학교 교육(Patrick Moore Medal), 공공 봉사 활동 (Annie Maunder Medal), 기구 사용 (Jackson-Gwilt Medal ) 및 과학사 (Agnes Mary Clerke Medal)에 대한 특별상이 있다. 강연에 대한 상에는 지구 물리학의 해럴드 제프리(Harold Jeffreys) 강연 상, 천문학의 조지 다윈 강사직 및 우주론의 제럴드 휘트로(Gerald Whitrow) 강사직이 포함된다.

## 기타 활동

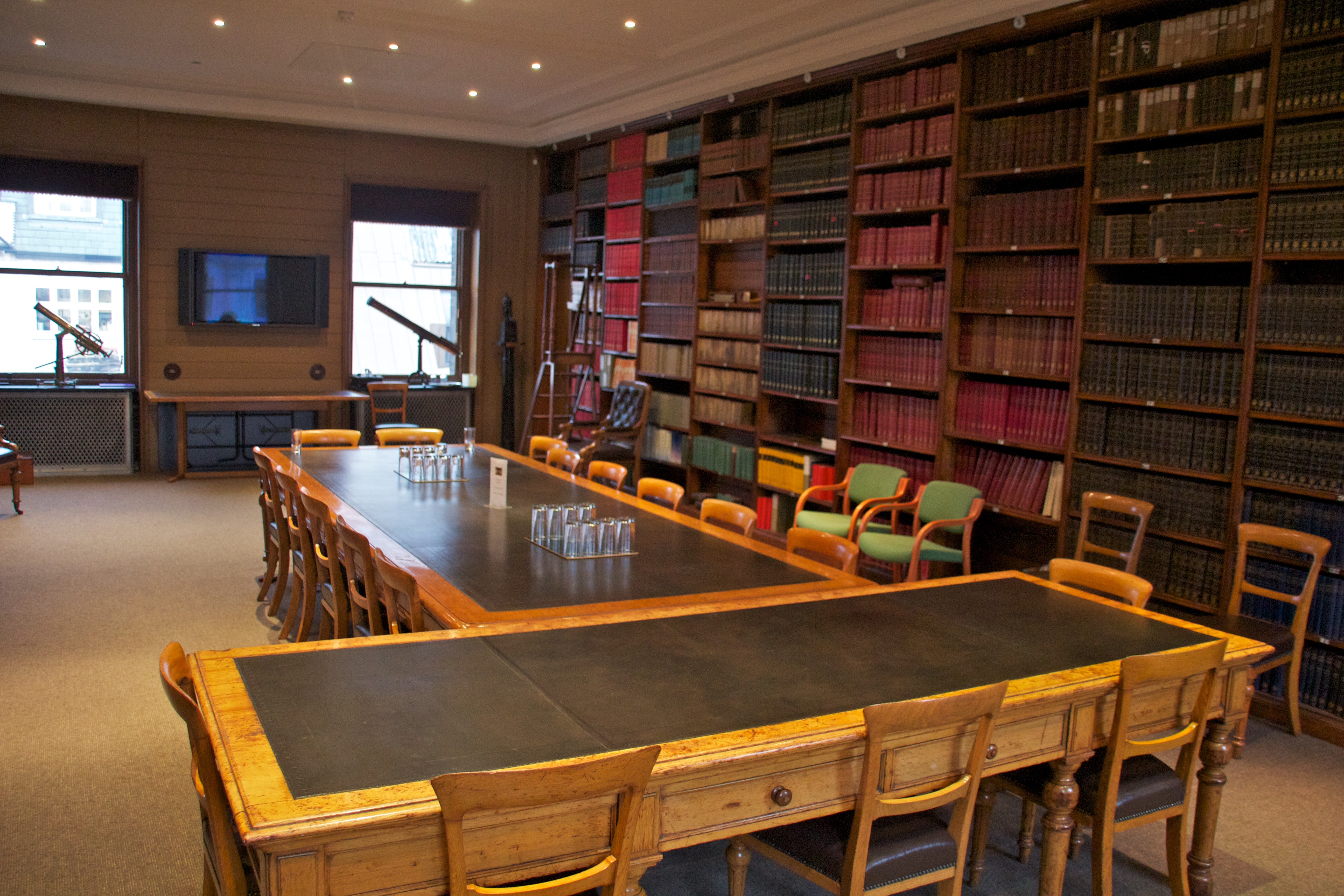
RAS의 회의실

학회는 런던 벌링턴 하우스 지역의 건물을 소유하여 도서관과 회의실을 학회 펠로우 및 다른 이해 당사자에게 제공한다. 학회는 천문학 및 지구 물리학의 관심사를 영국의 국가 및 지역, 유럽의 정부 및 관련 기관에 대변하고 언론 기관을 유지함으로써 미디어 및 대중에게 이러한 과학의 발전에 대한 정보를 제공한다. 천문학 및 지구물리학에서 가치가 있는 주제에 대하여 연구자금을 할당하고 패네스 신탁(Paneth Trust)의 관리를 지원한다.

## 같이 보기
- 왕립천문학회 금메달
- 《왕립천문학회 월간공지》(Monthly Notices of the Royal Astronomical Society)
- 전국 천문학 주간(National Astronomy Week, NAW)
- 천문학 학회 목록
- 지구과학 기관 목록(List of geoscience organizations)